# Božena Čádová
Božena Čádová, rozená Kubíčková, (24. května 1899 Žižkov – 7. července 1986 Brno) byla česká archivářka.

## Životopis
Božena Kubíčková se narodila na Žižkově u Prahy do rodiny Josefa a Marie Kubíčkových. Josef Kubíček byl soukromý úředník. Vystudovala státní reálné gymnázium na Královských Vinohradech a poté v letech 1920 až 1923 studovala Státní archivní školu. Titul PhDr. získala 11. ledna 1924. Dne 2. července 1929 se vdala za archiváře Františka Čádu, se kterým měla dceru Helenu, taktéž archivářku. Se svým manželem napsala i několik prací.
Božena Čádová zemřela v Brně ve věku 87 let.

## Dílo
Božena Čádová se zaměřovala zejména na dějiny Prahy a dějiny Archivu hlavního města Praha. Mezi její díla patří:
- Archiv hlavního města Prahy. Dějiny (1997)
- Moravské sbírky formulářové v XVI. století (1932)
- K počátkům pražského oficialátu (1932)

Čádová taktéž publikovala texty v mnoha sbírkách.